# Ẽ̀
Ẽ̀ (minuscule : ẽ̀), appelé E tilde accent grave, est une lettre latine utilisée dans l’écriture du bribri, du lyélé et du tèè.
Elle est formée de la lettre E avec un tilde suscrit et un accent grave.

## Représentations informatiques
Le E tilde accent grave peut être représenté avec les caractères Unicode suivants : 
- composé et normalisé NFC (latin étendu additionnel, diacritiques) :

| formes    | représentations | chaînes de caractères | points de code | descriptions                                             |
| --------- | --------------- | --------------------- | -------------- | -------------------------------------------------------- |
| capitale  | Ẽ̀               | Ẽ◌̀                    | U+1EBC U+0300  | lettre majuscule latine e tilde diacritique accent grave |
| minuscule | ẽ̀               | ẽ◌̀                    | U+1EBD U+0300  | lettre minuscule latine e tilde diacritique accent grave |

- décomposé et normalisé NFD (latin de base, diacritiques) :

| formes    | représentations | chaînes de caractères | points de code       | descriptions                                                         |
| --------- | --------------- | --------------------- | -------------------- | -------------------------------------------------------------------- |
| capitale  | Ẽ̀               | E◌̃◌̀                   | U+0045 U+0303 U+0300 | lettre majuscule latine e diacritique tilde diacritique accent grave |
| minuscule | ẽ̀               | e◌̃◌̀                   | U+0065 U+0303 U+0300 | lettre minuscule latine e diacritique tilde diacritique accent grave |